# Nimda
Nimda je zlonamerni računalniški črv, ki okuži datoteke. Razširil se je zelo hitro in s tem presegel gospodarsko škodo, ki je nastala zaradi preteklih izbruhov, kot je Code Red.
Prvo opozorilo o novi grožnji računalniški varnosti je izšlo 18. septembra 2001. Zaradi datuma izida, točno teden dni po napadu na Svetovni trgovinski center in Pentagon, so nekateri mediji hitro začeli špekulirati o povezavi med črvom in Al Kaido, čeprav se je ta teorija izkazala za neutemeljeno.